# Vilosnes-Haraumont
Vilosnes-Haraumont is een gemeente in het Franse departement Meuse (regio Grand Est) en telt 212 inwoners (1999). De plaats maakt deel uit van het arrondissement Verdun en ligt aan de rivier de Maas.
Hoewel de voormalige gemeentes Haraumont en Vilosnes van elkaar gescheiden waren door Sivry-sur-Meuse fuseerden ze in 1972 tot een gemeente. Tot 2015 was deze gemeente onderdeel van het toenmalige kanton Dun-sur-Meuse. De overige gemeentes van het kanton werden bij het kanton Stenay gevoegd, alleen Vilosnes-Haraumont kwam bij het kanton Clermont-en-Argonne.

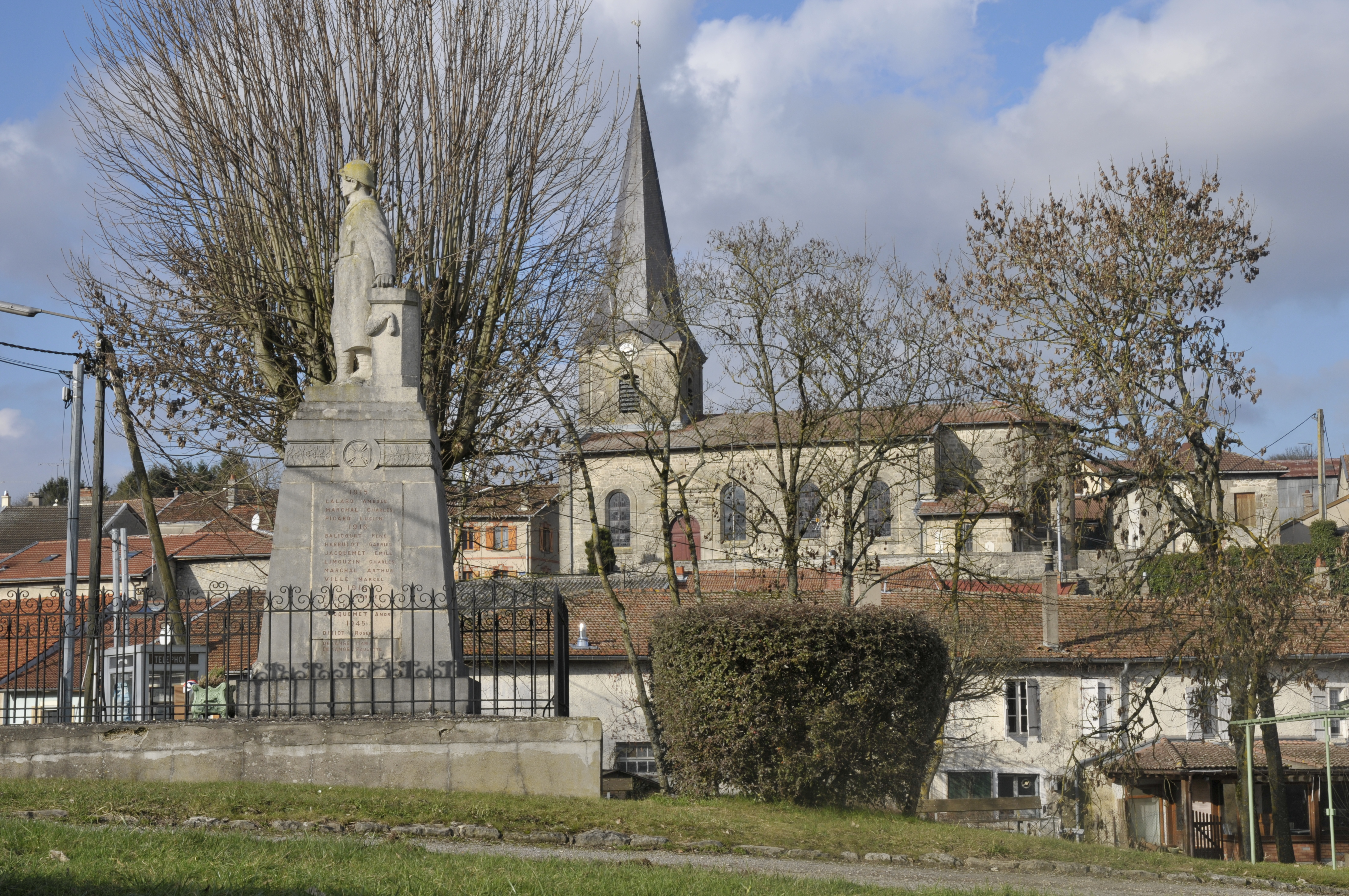
Vilosnes
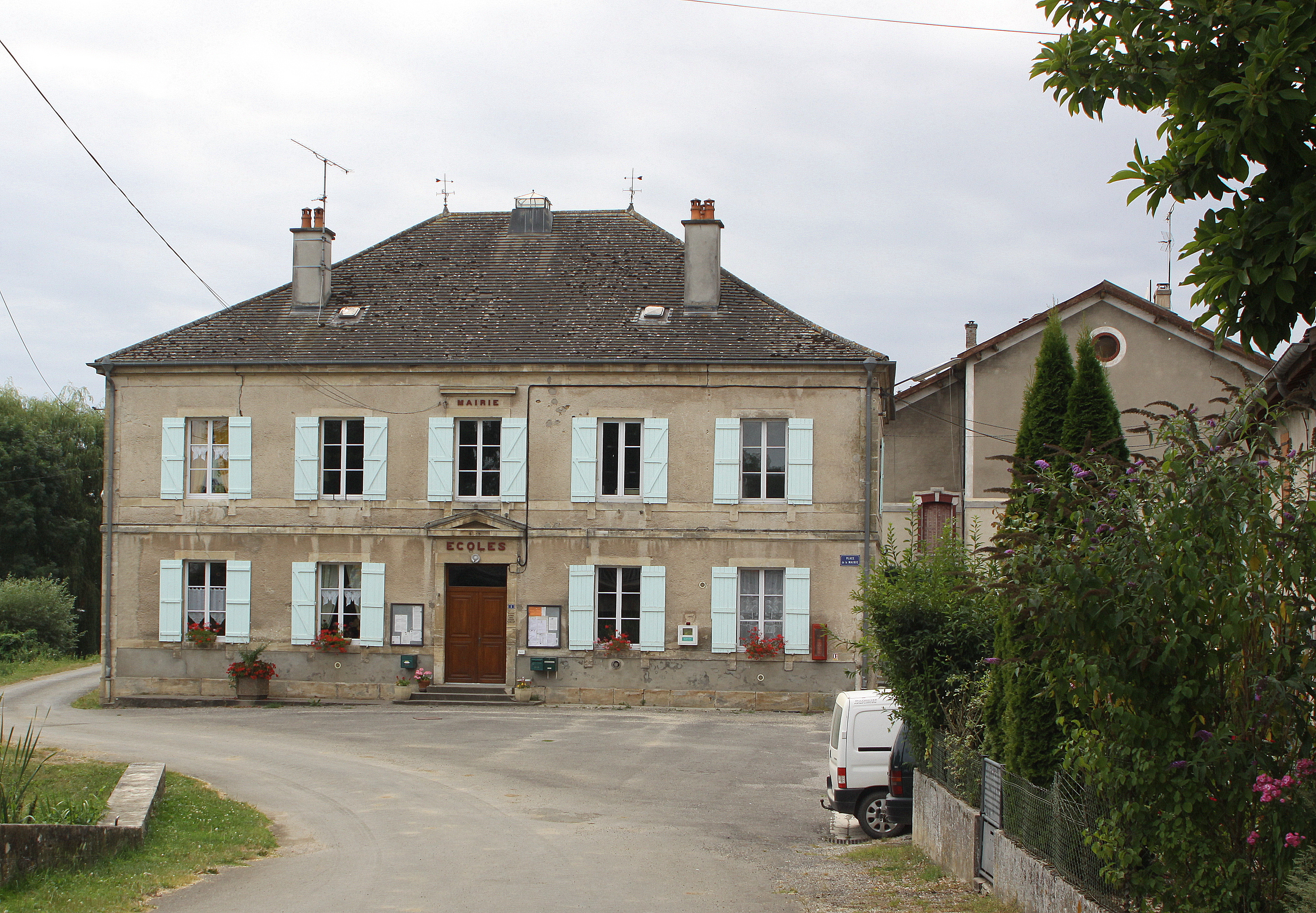
Gemeentehuis/school

## Geografie
| Aangrenzende gemeenten | Aangrenzende gemeenten | Aangrenzende gemeenten | Aangrenzende gemeenten | Aangrenzende gemeenten |
| ---------------------- | ---------------------- | ---------------------- | ---------------------- | ---------------------- |
| Liny-devant-Dun        |                        | Fontaines-Saint-Clair  |                        | Bréhéville             |
|                        |                        |                        |                        |                        |
| Brieulles-sur-Meuse    | Écurey-en-Verdunois    |                        |                        |                        |
|                        |                        |                        |                        |                        |
|                        |                        | Dannevoux              |                        | Réville-aux-Bois       |

De onderstaande kaart toont de ligging van Vilosnes-Haraumont met de belangrijkste infrastructuur en aangrenzende gemeenten.

## Demografie
Onderstaande figuur toont het verloop van het inwonertal (bron: INSEE-tellingen).

Aubréville · Avocourt · Bantheville · Baulny · Béthelainville · Béthincourt · Brabant-en-Argonne · Brabant-sur-Meuse · Brocourt-en-Argonne · Boureuilles · Charpentry · Chattancourt · Cheppy · Cierges-sous-Montfaucon · Le Claon · Clermont-en-Argonne · Consenvoye · Cuisy · Cunel · Dannevoux · Dombasle-en-Argonne · Épinonville · Esnes-en-Argonne · Forges-sur-Meuse · Froidos · Fromeréville-les-Vallons · Futeau · Gercourt-et-Drillancourt · Gesnes-en-Argonne · Les Islettes · Jouy-en-Argonne · Lachalade · Malancourt · Marre · Montblainville · Montfaucon-d'Argonne · Montzéville · Nantillois · Le Neufour · Neuvilly-en-Argonne · Rarécourt · Récicourt · Regnéville-sur-Meuse · Romagne-sous-Montfaucon · Septsarges · Sivry-sur-Meuse  · Varennes-en-Argonne · Vauquois · Véry · Vilosnes-Haraumont
1. ↑  Populations de référence 2022.